# روز جهانی انیمیشن
روز جهانی انیمیشن (به انگلیسی: International Animation Day)، که در ۲۸ اکتبر جشن گرفته می‌شود، به عنوان یک جشن بین‌المللی در سال ۲۰۰۲ توسط آسیفا اعلام شد تا به عنوان رویداد اصلی جهانی برای گرامیداشت هنر انیمیشن شناخته شود.
این روز یادآور نخستین نمایش عمومی «Théâtre Optique» چارلز امیل ریناد در موزه جروین در پاریس در سال ۱۸۹۲ است. در سال ۱۸۹۵، سینماتوگراف برادران لومیر بر اختراع ریناد غلبه کرد و او را به ورشکستگی کشاند. با این حال، نمایش عمومی انیمیشن او به تاریخ سرگرمی‌های نوری وارد شد و قبل از فیلم‌های ساخته شده با دوربین، پیشرو محسوب شد.
در سال‌های اخیر، این رویداد در بیش از ۵۰ کشور با بیش از ۱۰۰۰ برنامه مختلف برگزار شده است و در تمامی قاره‌ها در سطح جهانی جشن گرفته می‌شود. آی‌ای‌دی به ابتکار آسیفا، که عضوی از یونسکو است، راه‌اندازی شده است. در روز جهانی انیمیشن، نهادهای فرهنگی نیز برای نمایش فیلم‌های انیمیشن، برگزاری کارگاه‌ها، نمایش آثار هنری و تصاویر ثابت، ارائه دموهای فنی و سازماندهی دیگر رویدادها دعوت می‌شوند تا به ترویج هنر انیمیشن کمک کنند. این جشنواره فرصتی عالی برای برجسته کردن فیلم‌های انیمیشن و در دسترس‌تر کردن این هنر برای عموم مردم است.
آسیفا همچنین هر ساله از یک هنرمند برای ایجاد یک پوستر هنری اصلی که رویداد را اعلام می‌کند، دستور می‌دهد. این پوستر سپس برای هر کشور تنظیم می‌شود تا تضمین کند که رویداد به طور جهانی قابل مشاهده است. در نسخه‌های قبلی، آثار انیماتورهایی مانند لوری چرنکوف، پل دریسن، آبی فیجو، اریک لدونه، نورالدین زرین‌کلک، میشل اوسلو، نینا پیلی، رائول سروه، ایهاب شاکر و جیانلوئیجی توکافوندو به نمایش درآمده است.
در کارگاه‌ها، فیلم‌های انیمیشن بلند، ویژگی‌های تاریخی، انیمیشن‌های کوتاه و فیلم‌های دانشجویی، همهٔ انواع هنر انیمیشن به نمایش گذاشته می‌شوند. این فیلم‌ها نمایش‌دهندهٔ دامنه‌ای فوق‌العاده از تکنیک‌ها هستند؛ از جمله طراحی، نقاشی، انیمیشن با عروسک‌ها و اشیاء، استفاده از خاک، شن، کاغذ و کامپیوتر. از آنجا که بسیاری از فیلم‌های انیمیشن غیرکلامی هستند، این امر فرصتی غنی برای ابراز و ارتباطات فرهنگی متقابل فراهم می‌آورد.